# Архієпископ Турку
Архієпископ Турку, а з 1817 Архієпископ Турку і Фінляндії — глава Фінської євангельсько-лютеранської церкви.

## Лютеранські єпископи: Єпископство Або (1554—1817)
- Мікаель Аґрікола, 1554—1557
- Петреус Фоллінгіус, 1558—1563
- Пауль Юстен, 1563—1575
- Ерік Соролайнен, 1583—1625
- Ісак Ротовіус, 1627—1652
- Ескіль Петреус, 1652—1657
- Йоханнес Тресерус, 1658—1664
- Йоханнес Гезеліус (старший), 1664—1690
- Йоханнес Гезеліус (молодший), 1690—1718
- Герман Вітте, 1721—1728
- Ларс Таммелін, 1728—1733
- Йонас Фаленіус, 1734—1748
- Юхан Бровалліус, 1748—1755
- Карл Фредрік Меннандер, 1757—1775
- Якоб Хаартман, 1776—1788
- Якоб Гадолин, 1788—1802
- Якоб Тенгстрем, 1803—1817